# Termómetro de lámina bimetálica

Termómetro, puntero de cuadrante accionado por un bimetal enrollado.

Un termómetro de lámina bimetálica o termómetro bimetálico es un dispositivo para determinar la temperatura que aprovecha el desigual coeficiente de dilatación de 2 láminas metálicas de diferentes metales unidas rígidamente (lámina bimetálica). Los cambios de temperatura producirán en las láminas diferentes expansiones y esto hará que el conjunto se doble en arco. 
En la práctica, las dos láminas anteriormente mencionadas se suelen bobinar en espiral o en forma helicoidal, dejando un extremo libre al que se suelda un índice o es solidario con una aguja indicadora que muestra, realmente, la rotación angular de la misma sobre una escala graduada en grados Celsius o Fahrenheit. La ventaja de los termómetros bimetálicos sobre los líquidos es su mayor manejabilidad y su gran abanico de medidas. Son ampliamente utilizados en la industria textil y constituyen el fundamento del termógrafo, ampliamente utilizado en estaciones meteorológicas. 
El órgano sensible está formado esta por dos láminas metálicas escogidas entre metales que tenga sus coeficientes de dilatación lo más dispares posibles y están soldados una contra la otra a lo largo de toda su longitud. Cuando la temperatura varía, una de las láminas se dilata más que la otra, obligando a todo el conjunto a curvarse sobre la lámina más corta. La lámina bimetálica puede inicialmente estar enrollada en espiral. En este caso la lámina interior está hecha del metal que se dilata más. De esta forma, cuando la temperatura aumenta la espiral se desenrolla. El movimiento se aplica un sistema de sujetas a la extremidad de la espiral y que termina en una aguja que indica la temperatura. Este principio se usa generalmente en los termógrafos para obtener un registro continuo de la temperatura. 
- Datos: Q358981
- Multimedia: Bimetallic Strip Thermometers / Q358981